# 小行星5944
小行星5944（英語：5944 Utesov）是一颗围绕太阳公转的小行星。1984年5月2日，柳德米拉·卡拉季奇在克里米亚发现了此天体。
这颗小行星的绝对星等为218.21220等。